# Kościół św. Jakuba Apostoła w Czerminie
Kościół św. Jakuba Apostoła – katolicki kościół parafialny z 1 poł. XVIII wieku, zlokalizowany w Czerminie w powiecie pleszewskim. Świątynia znajduje się w Rejestrze zabytków nieruchomych województwa wielkopolskiego.

## Historia
Wcześniejszy drewniany kościół, istniejący w tym samym miejscu, odnotowany został w aktach wizytacyjnych w 1639. Świątynia ta była pod wezwaniem Jakuba Większego Apostoła. Po jej rozebraniu wzniesiono obecny kościół w latach 1719-1725. Fundatorami nowej drewnianej świątyni byli dziedzice Czermina Ulatowscy. Kościół konsekrował 22 lipca 1730 bp Franciszek Kraszkowski, sufragan gnieźnieński. Główny ołtarz z cudownym wizerunkiem Matki Bożej Czermińskiej konsekrował 17 października 1965 bp Lucjan Bernacki.

## Architektura

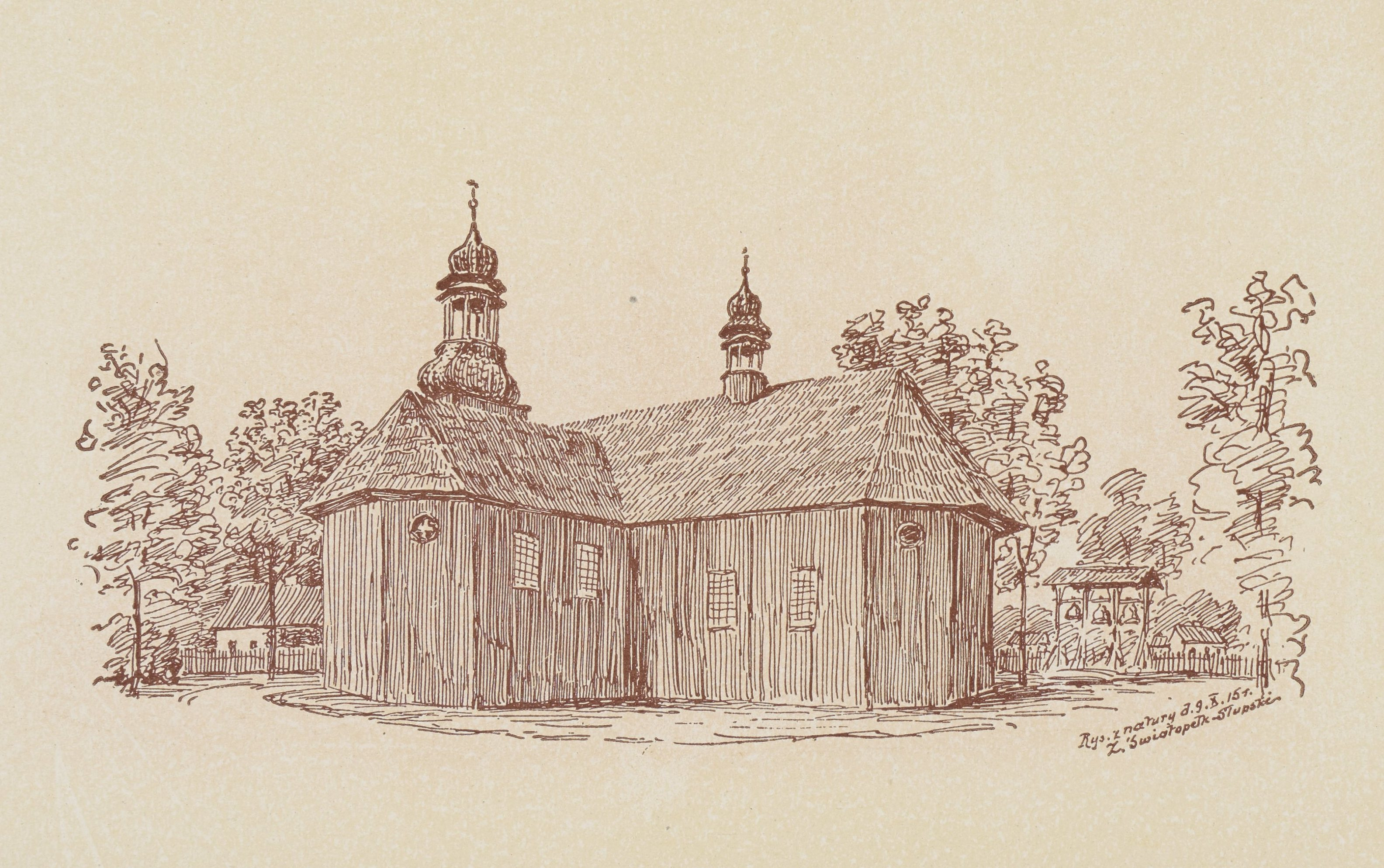
Kościół – 1916 rok

Drewniany kościół wzniesiono na planie krzyża łacińskiego. Prezbiterium i ramiona transeptu zamknięte są trójbocznie. Ściany w konstrukcji zrębowej. Nad przedsionkiem wznosi się wieża z latarnią i cebulastym hełmem. Nad prezbiterium  wieżyczka na sygnaturkę. Kościół okrywa dwuspadowy dach od 1995 kryty gontem. Murowana zakrystia znajduje się w miejscu, gdzie pochowani zostali małżonkowie Tomiccy, fundatorzy poprzedniego kościoła.

## Wystrój
Sklepienia nawy, transeptu i prezbiterium oraz ściany ozdobione są malowanymi dekoracjami. W rokokowym ołtarzu głównym znajduje się obraz Matki Bożej Czermińskiej z 1662 roku. Po obu stronach wizerunku figury świętych biskupów Wojciecha i Mikołaja, w zwieńczeniu tondo przedstawiające św. Antoniego z Padwy. W ramionach transeptu znajdują się ołtarze św. Jakuba Apostoła oraz św. Józefa; przy łuku tęczowym ołtarz św. Rocha z 2. poł. XVIII wieku oraz św. Franciszka z Asyżu z kopią obrazu Murilla Święty Franciszek obejmujący Chrystusa na Krzyżu. W prezbiterium rzeźbiona drewniana chrzcielnica. W kościele znajduje się duża późnogotycka rzeźba Matki Bożej z Dzieciątkiem z ok. 1500 roku. Zabytkowe organy z 1929 roku pochodzą z oficyny Friedricha Scheflera z Brzegu.

## Wizerunek Matki Bożej Czermińskiej
Znajdujący się w ołtarzu głównym obraz, przedstawiający Matkę Bożą z Dzieciątkiem, pochodzący z 1662 roku, wzorowany jest na wizerunku Matki Bożej Śnieżnej z rzymskiej Bazyliki Matki Bożej Większej.